# سراويل منخفضة الخصر
السراويل منخفضة الخصر هي نمط من الملابس المصممة لتوضع على مستوى منخفض من الوركين أو أسفلهما. يمكن أن ينطبق على الملابس التي يرتديها كلا الجنسين. يمكن تطبيق المصطلح على جميع الملابس التي تغطي منطقة المنفرج لمرتديها، بما في ذلك السراويل والجينز والسراويل القصيرة والتنانير والمقصر والكلسون والبكيني والحزاك والرداء المحكم. 